# Endocarditis
Endocarditis is een ontstekingsreactie die het endocard aandoet, de binnenste bekledingslaag van het hart; veelal zijn hierbij de hartkleppen betrokken. Endocarditis kan worden onderverdeeld in infectieuze en niet-infectieuze oorzaken, afhankelijk van of er een micro-organisme in het proces is betrokken.

## Infectieuze endocarditis
Het endocard en de hartkleppen worden niet met bloedvaten doorbloed, waardoor witte bloedcellen ze niet kunnen ontdoen van infectie. Normaal gesproken voorkomt de bloedstroom dat zulke infecties zich in het hart kunnen nestelen. Als een klep echter beschadigd is, bijvoorbeeld door acuut reuma of na een operatie, wordt nestelen gemakkelijker. Een versterkte bloedstroom langs het endotheel kan op zijn beurt ook zorgen voor beschadigingen van het endotheel. Op de beschadigde plek kan een netwerk van bloedplaatjes en fibrine ontstaan, hetgeen een 'vegetatie' wordt genoemd die kan worden gekoloniseerd door micro-organismen die de bloedbaan weten te bereiken (een bacteriëmie). Infecties in de mond, bijvoorbeeld door gebrekkige mondhygiëne of na tandheelkundige ingrepen, zijn een belangrijke oorzaak van endocarditis, omdat bloed in dat geval in contact kan komen met de buitenwereld en daarmee de bacteriën in de mond van de patiënt. In dat geval worden meestal streptokokkensoorten als verwekker gevonden. Indien de toegangsweg van de bacteriën (de zogenaamde 'porte d'entrée') in de huid gelegen is, zoals bij intraveneuzedrugsgebruikers, worden vaak stafylokokken uit het bloed gekweekt. Als klepvervangende operaties hebben plaatsgevonden en er kunstkleppen zijn aangebracht, is de kans op endocarditis vergroot. Ook dan worden vaak huidbacteriën aangetroffen.
Wanneer bacteriën een hartklep hebben gekoloniseerd, kunnen bacteriën of clusters van bacteriën losraken van de vegetatie en door de bloedbaan naar andere organen of de huid worden vervoerd. Daarbij kunnen ter plaatse nieuwe infectieuze complicaties ontstaan, zoals splinterbloedingen van de nagels, Janeway-laesies en Osler-noduli aan de handen, of Roth spots op het netvlies. Ook kunnen in verschillende organen abcessen ontstaan wanneer bacteriën worden verspreid. Soms leidt endocarditis tot spondylodiscitis, een infectie van de tussenwervelschijven die soms het eerste symptoom kan zijn. 
Een vegetatie op een hartklep kan worden aangetoond middels echocardiografie. Veelal wordt eerst 'trans-thoracale echografie' (TTE) verricht, waarbij door de borstwand heen echobeelden van het hart worden verkregen. 'Trans-oesophageale echografie', waarbij met een endoscopisch onderzoek vanuit de slokdarm beelden van het hart worden verkregen, heeft echter een hogere sensitiviteit heeft voor het aantonen van vegetaties op de hartkleppen dan TTE. Een TEE zal doorgaans als volgende stap worden overwogen als TTE geen duidelijke conclusie oplevert. Activiteit van bacteriën elders in het lichaam kan inzichtelijk worden gemaakt middels PET-CT.

## Niet-infectieuze endocarditis
Een niet-infectieuze endocarditis is zeldzaam. Een vorm hiervan wordt Libman-Sacks endocarditis genoemd; deze vorm komt met name voor bij patiënten met lupus erythematodes en het antifosfolipidensyndroom. Niet-infectieuze endocarditis kan ook voorkomen bij kanker.

## Diagnose van een infectieuze endocarditis: Dukes-criteria
Major criteria
- Ten minste twee positieve bloedkweken van micro-organismen die typisch zijn voor infectieuze endocarditis, zoals:
  - Streptococcus viridans, Streptococcus bovis, HACEK-groep (Haemophilus spp, Actinobacillus actinomycetemcomitans, Cardiobacterium hominis, Eikenella, Kingella kingae), Staphylococcus aureus, enterokokken, Coxiella burnetii.

- Bewijs voor endocardiale betrokkenheid middels echocardiografie:
  - een oscillerende intracardiale massa aan de klep, aan het klepsteunapparaat, of aan een kunstklep,
  - een (endo)cardiaal abces,
  - een nieuwe, gedeeltelijke loslating van een klepprothese,
  - een nieuwe kleplekkage.

Minor criteria
- Predispositie, dit betekent een predisponerende hartafwijking zoals een klepprothese, of intraveneus druggebruik.
- Koorts boven 38,0°C.
- Vasculaire verschijnselen:
  - splinterbloedingen,
  - longinfarcten,
  - bloedingen in de hersenen,
  - bloedingen van het bindvlies van het oog,
  - Janeway-laesies.
- Immunologische verschijnselen:
  - glomerulonefritis,
  - Osler-noduli,
  - Roth-spots,
  - reumafactor.
- Microbiologisch bewijs:
  - Serologisch bewijs voor een actieve infectie van een typisch micro-organisme,
  - Positieve bloedkweken van niet-typische micro-organismen.

De diagnose infectieuze endocarditis wordt gesteld bij aanwezigheid van ten minste:
- 2 major criteria,
- 1 major en 3 minor criteria,
- 5 minor criteria.

## Therapie
De behandeling bestaat bij infectieuze endocarditis uit langdurige toediening van antibiotica via de bloedbaan. Indien sprake is van ernstige beschadiging van de hartklep, abcesvorming rond de klep, of van complicaties zoals embolisatie met geïnfecteerde trombi, zal worden overgegaan tot een operatieve klepvervanging.